# Kelsey Grammer
Allen Kelsey Grammer, född 21 februari 1955 i Saint Thomas på Amerikanska Jungfruöarna, är en amerikansk skådespelare, TV-regissör, producent och författare. 

## Biografi
Grammer har bland annat spelat rollen som psykiatern Frasier Crane i de tre komediserierna Skål (Cheers), Wings och Frasier. Grammer har vunnit två Golden Globes för Bästa manliga skådespelare i TV-serie, 2001 för rollen som Frasier Crane i Frasier och 2011 för rollen som Mayor Tom Kane i Boss. Han har även gjort rösten till Sideshow Bob i Simpsons. Han spelar mutanten Beast i science fiction-filmen X-men 3.
Grammers liv har varit kantat av tragedier, vilket har resulterat i depressioner och drogmissbruk. 1968 hittades hans far mördad på Jungfruöarna, 1975 blev hans syster våldtagen och mördad av Freddie Glenn  och 1980 dog hans halvbröder, som var tvillingar, i en dykolycka.
Han har varit gift fyra gånger. Han har sju barn; hans äldsta dotter Spencer Grammer är också skådespelare.

## Filmografi (urval)
- 1984-1993 - Skål (TV-serie)
- 1988 – Dance 'til Dawn
- 1990- Simpsons (återkommande röst i TV-serie)
- 1993-2004 - Frasier (TV-serie)
- 1996 – Titta vi dyker
- 1997 – Anastasia (röst som Vlad)
- 1998 – Pentagon Wars
- 1999 – Toy Story 2 (röst som Stinky Pete)
- 1999 – Bartok - en riktig hjälte (röst)
- 2001 – 15 Minutes
- 2002 – Mr. St. Nick
- 2003 – The Big Empty
- 2004 – Teacher's Pet
- 2005 – The Good Humor Man
- 2006 – X-Men: The Last Stand
- 2007 – Even Money
- 2007-2008 - Back to You (TV-serie)
- 2008 – Swing Vote
- 2008 – An American Carol
- 2009 – Fame
- 2010 – Crazy on the Outside
- 2010 – Middle Men
- 2011 - Boss (TV-serie)
- 2011 – I Don't Know How She Does It
- 2014 – X-Men: Days of Future Past (cameo)
- 2014 – Transformers: Age of Extinction
- 2014 – The Expendables 3
- 2014 – Reach Me
- 2016 - Trolljakten (röst som Blinke)
- 2019 - Proven Innocent (TV-serie)
- 2026 – Avengers: Doomsday

## Teater

### Roller
| År   | Roll   | Produktion                  | Regi      | Teater                               |
| ---- | ------ | --------------------------- | --------- | ------------------------------------ |
| 1982 | Cassio | Othello William Shakespeare | Peter Coe | Winter Garden Theatre, New York, USA |